# Мартыненко, Иван Поликарпович
Иван Поликарпович Мартыненко (3 мая 1910, город Гуляйполе Александровского уезда Екатеринославской губернии, теперь Запорожской области — 20 апреля 1980, город Гуляйполе Запорожской области) — украинский советский деятель, новатор сельскохозяйственного производства, бригадир тракторной бригады Гуляйпольского МТС и колхоза «Завет Ленина» Гуляйпольского района Запорожской области. Герой Социалистического Труда (26.02.1958). Депутат Верховного Совета УССР 7-го созыва.

## Биография
Родился в крестьянской семье. Трудовую деятельность начал с четырнадцатилетнего возраста. С 1929 года работал в колхозе Гуляйпольского района. В 1931 году окончил курсы трактористов.
С 1930-х годов — тракторист, комбайнер Гуляйпольской машинно-тракторной станции (МТС) Запорожской области.
С 1941 года служил шофером в Красной армии, участник Великой Отечественной войны.
Член ВКП(б) с 1943 года.
В 1946—1958 годах — тракторист, бригадир тракторной бригады Гуляйпольского машинно-тракторной станции (МТС) Запорожской области.
В 1958—1972 годах — бригадир комплексной тракторной бригады колхоза «Завет Ленина» города Гуляйполе Гуляйпольского района Запорожской области.
Возглавляемая им бригада одной из первых в Украинской ССР получила звание бригады коммунистического труда (1959 год). На базе бригады Мартыненко была создана школа передового опыта. В его честь в 1972 году был введен приз имени Героя Социалистического Труда Ивана Поликарповича Мартыненко для лучших механизаторов Запорожской области.
С 1972 года — на пенсии в городе Гуляйполе Запорожской области.

## Награды
- Герой Социалистического Труда (26.02.1958)
- два ордена Ленина (26.02.1958, 23.06.1966)
- орден Октябрьской Революции (8.04.1971)
- медали
- Заслуженный механизатор сельского хозяйства Украинской ССР (1963)